# Heleobia scamandri
Heleobia scamandri is een slakkensoort uit de familie van de Hydrobiidae. De wetenschappelijke naam van de soort is voor het eerst geldig gepubliceerd in 1977 door Boeters, Monod & Vala.